# Clytus tropicus
Clytus tropicus là một loài bọ cánh cứng trong họ Cerambycidae.